# バーコフの定理
バーコフの定理（バーコフのていり、英: Birkhoff's theorem）は一般相対性理論において、真空場の方程式の球対称解は必ず静的で漸近的平坦であるという定理。即ち、外部解はシュヴァルツシルト計量によって与えられる。
バーコフの定理はG・D・バーコフが1923年に証明した。しかしスタンレー・デザーが最近指摘したところによると、バーコフよりも2年早くノルウェーの物理学者ヨルグ・トフテ・イェブセンがこの定理を発表していた。

## 直感的な根拠
バーコフの定理を直感的に言い表すと、球対称な重力場は原点にある大質量物体によって作られる、ということである。もし原点以外の場所に質量エネルギーが集中していれば球対称が乱れ、孤立した物体を表す解が想定できる。これは場が長距離で消滅するということであり、即ち解が漸近的平坦である。よってバーコフの定理のこの部分は、一般相対性理論はニュートン極限（特に強い重力が存在しない状況）ではニュートン重力に等しくなるという事実から想定されることと等しい。

## 推測される結果
外部場は静的でもなければならないという結論は驚くべきものであり、興味深い結論を導く。球対称の拍動をした質量一定の球対称の星を考える。バーコフの定理によれば、外部形状は必ずシュバルツシルト解であり、拍動の唯一の効果は星の表面の位置を変化させることである。即ち球状に拍動する星は重力波を放出しない。
バーコフの定理による別の面白い結論の例として、球対称な薄い殻形の内部解はミンコフスキー計量によって与えられるというものがある。言い換えると、重力場は球対称な殻の内側では消える。これはニュートン重力による予言と一致する。

## 一般化
バーコフの定理は一般化することができる。アインシュタイン＝マクスウェル場方程式の球対称な解は必ず静的で漸近的平坦であり、球対称で電荷のある星の外部形状はライスナー・ノルドシュトロム電磁真空によって与えられる。